# Association française de cautionnement mutuel
 (février 2014).
Si vous disposez d'ouvrages ou d'articles de référence ou si vous connaissez des sites web de qualité traitant du thème abordé ici, merci de compléter l'article en donnant les références utiles à sa vérifiabilité et en les liant à la section « Notes et références ».
L’Association française de cautionnement mutuel (AFCM) est un organisme semi-public destiné à garantir l’État contre la défaillance de ses comptables publics.

## Historique
Sous l’Ancien Régime et encore très largement au dix-neuvième siècle tout comptable public devait, avant son entrée en fonction, constituer un cautionnement au bénéfice de l’État pour garantir celui-ci des défaillances, erreurs ou malversations du comptable ou de ses subordonnés.
Ce cautionnement devait être constitué soit par des immeubles qui étaient dès lors grevés de l’hypothèque légale du Trésor soit en rentes ou fonds assimilés comme le 3 % perpétuel. Les comptables publics appartenaient donc à la bourgeoisie aisée sauf pour les petites perceptions rurales. On note que Napoléon III aurait fourni sur sa cassette 500 000 F à divers officiers nommés percepteurs ou receveurs particuliers.
Avec la IIIe République le souci de démocratiser l'accès à la fonction fut envisagé. À la demande du corps des percepteurs en 1907 le ministre des finances, Joseph Caillaux, autorisa la création de l'Association française de cautionnement mutuel (AFCM). Cet organisme établissait entre ses adhérents, tous comptables publics, une solidarité mutuelle destinée à garantir l'État par voie d'un cautionnement collectif, c'est-à-dire fonctionnant sur le principe de la réciprocité et de la mutualité. La loi du 26 décembre 1908 autorisa donc les comptables publics à opter pour une caution solidaire fournie par une association agréée : l’Association française de cautionnement mutuel, elle-même créée le 30 décembre 1908.
Les employés subalternes des perceptions purent ainsi, moyennant une faible cotisation annuelle, accéder aux fonctions de percepteurs, même dans les grandes villes.

## Situation actuelle
Le décret du 18 décembre 1926 encadra le fonctionnement de l'AFCM qui doit rendre périodiquement des comptes au ministère du budget, son autorité de tutelle, et est soumise aux investigations de l'Inspection des finances.
Progressivement, les comptables publics des régies financières (enregistrement, douanes, contributions indirectes) ou collectivités territoriales purent bénéficier du cautionnement de l'AFCM. De même, la plupart des régisseurs d'établissements publics nationaux ou locaux y adhérèrent sous un régime équivalent. L'AFCM compte en 2010 près de 60 000 membres, soit comptables ou régisseurs en fonction, soit agents retirés.
Les comptables et régisseurs conservent la possibilité théorique de constituer un cautionnement effectif en immeubles ou valeurs d’État. Sous cette réserve, l'adhésion à l'AFCM est obligatoire car destinée à garantir l'État.
Bien entendu les agents en poste ont tout intérêt à souscrire une assurance personnelle auprès d'une compagnie notoirement solvable, cette assurance les garantit contre leurs propres erreurs mais aussi contre les erreurs ou malversations de leurs subordonnés.
Voir également une institution analogue française: l'Association Mutuelle des Conservateurs des hypothèques.